# Nei tuoi occhi (singolo)
Nei tuoi occhi è un singolo della cantante italiana Francesca Michielin, pubblicato l'8 ottobre 2021, come unico estratto dalla colonna sonora del film Marilyn ha gli occhi neri diretto da Simone Godano. Nel 2022 il brano è stato candidato sia ai David di Donatello che ai Nastri d'Argento come Miglior canzone originale.

## Descrizione
Il brano, scritto, composto e prodotto dalla stessa Michelin, con il compositore italiano Andrea Farri e Enrico Brun,  è incluso nella colonna sonora del film Marilyn ha gli occhi neri, con protagonisti Miriam Leone e Stefano Accorsi, sotto la direzione di Simone Godano. Michielin ha spiegato il significato del brano:
(Francesca Michielin)

## Accoglienza
Fabio Fiume di All Music Italia assegna al brano un punteggio di 6,5 punti su 10, definendo la cantante «intima» e con un recupero ad una «incisività» che da risalto alla «duttilità particolare» della sua voce, aderente alla «base elettronica e piena di echi».

## Riconoscimenti
- 2022 – David di Donatello[6]
  - Candidatura alla migliore canzone originale
- 2022 – Nastri d'Argento[7]
  - Candidatura alla migliore canzone originale
- 2022 – Ciak d'oro[8]
  - Candidatura alla migliore colonna sonora

## Video musicale
Il video, diretto da Giacomo Triglia, è stato pubblicato in anteprima il 12 ottobre 2021 sul sito de la Repubblica per poi essere pubblicato il giorno seguente sul canale YouTube della cantante.

## Tracce
Testi di Francesca Michielin, musiche di Andrea Farri, Enrico Brun e Francesca Michielin (sulla base del tema musicale della colonna sonora di Andrea Farri).
1. Nei tuoi occhi – 3:03